# Мускатный орех

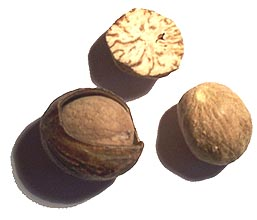
Мускатный орех

Мускатный орех (лат. Semen Myristicae, Nux Moschata) — пряность, плод растения мускатник душистый (Myristica fragrans); иногда к ним относят и плоды других растений рода Мускатник (Myristica). Семя мускатника и высушенный присемянник (мацис) имеют жгуче-пряный вкус и своеобразный аромат. Мускатный орех используется в кулинарии и пищевой промышленности, а также для получения эфирных масел, применяемых в медицине, парфюмерии, ароматерапии и табачном производстве.

## Состав
В состав мускатного ореха входят: элемицин — 0,35 %, миристицин — 1,05 %, сафрол — 0,195 %, метилэвгенол — 0,09 %, метилизоэвгенол — 0,055 %.

## Воздействие на психику и токсичность
В небольших количествах мускатный орех не вызывает заметных физиологических или неврологических реакций, но в больших дозах свежемолотые сырые ядра мускатного ореха (а также масло мускатного ореха) могут оказывать психоактивное действие, которое, по-видимому, связано с антихолинергическими механизмами, приписываемыми миристицину и элемицину.
Миристицин — ингибитор МАО (моноаминооксидазы) и психоактивное вещество, которое может вызывать судороги, учащенное сердцебиение, тошноту, обезвоживание, генерализованную боль при употреблении в больших количествах.
Отравления мускатным орехом происходят при случайном употреблении детьми, а также при преднамеренном рекреационном использовании.
Употребление мускатного ореха может повышать уровень эндоканнабиоидов, таких как анандамид, 2-AG, или задерживать их разложение за счет ингибирования FAAH (гидролазы амидов жирных кислот).
Проявления интоксикации мускатным орехом могут значительно различаться у разных пациентов и могут включать делирий, беспокойство, спутанность сознания, головные боли, тошноту, головокружение, сухость во рту, раздражение глаз и амнезию. Интоксикация может достигать максимума в течение нескольких часов, эффекты могут полностью разрешаться в течение 24 часов, но иногда длятся в течение нескольких дней. В ряде описанных случаев отравления мускатным орехом рутинные лабораторные тесты не позволяли выявить в моче пациентов типичные наркотические вещества, при этом общий анализ крови и расширенная метаболическая панель не отражали серьёзных изменений.
По данным некоторых исследователей, токсичная доза мускатного ореха может составлять 2—3 чайных ложки (примерно 10—15 г).
В редких случаях передозировка мускатного ореха может привести к смерти, особенно если мускатный орех сочетается с препаратами.
Управление механизмами (в том числе автомобилем) под воздействием мускатного ореха может быть похоже на управление в состоянии алкогольного опьянения и может увеличивать риск ДТП, травм и даже смерти.